# Сельцо (аэродром)
Аэродром «Сельцо» — аэродром Авиации Общего Назначения (АОН), расположенный в посёлке Сельцо Волосовского района Ленинградской области. Аэродром Сельцо — это бывший аэродром сельхозавиации. Частный  аэродром с асфальтовое покрытием.
Рейдерский длительный захват аэродрома после гибели Маркова Николая Николаевича пересёк развитие аэродрома как площадки для многих проектов, остановил обучение и просвещение детей,  проведение чемпионатов,  слётов, курсов. 

## Основные данные
Аэродром «Сельцо» — один из первых частых аэродромов Ленинградской области, расположенный в 1,4 км от Таллинского шоссе, со взлетно-посадочной полосой идущей вдоль него.
Вновь открыт в 2002м году после длительного перерыва в период становления Российской Федерации. 
Аэродром работает в светлое время суток.
| Характеристика            | Значение                         |
| ------------------------- | -------------------------------- |
| Координаты КТА            | 59.61740° с. ш. 029,54273° в. д. |
| Магнитное склонение       | +10.0°                           |
| Магнитный посадочный курс | 054°/234°                        |
| Позывной                  | Кортик                           |
| Частоты, МГц              | 135.0                            |

## Авиапарк
Cessna150, Ан-2, Як-52